# Tom Clancy's Splinter Cell: Chaos Theory
Tom Clancy's Splinter Cell: Chaos Theory est un jeu vidéo d'infiltration, développé par Ubisoft Montréal, sorti sur PC, PlayStation 2, Xbox, GameCube, Nintendo DS et N-Gage en 2005. Il constitue le troisième opus de la série de jeux video Splinter Cell. Il s'agit du premier titre de la série à ne pas inclure de niveau bonus pour la PS2 (une centrale nucléaire dans le premier et une jungle dans Pandora Tomorrow).
Le jeu fut censuré en Corée du Sud jusqu'à fin 2006, car il relate une guerre entre les deux Corées. Un remake, titré Tom Clancy's Splinter Cell 3D, est sorti le 25 mars 2011 sur Nintendo 3DS.

## Synopsis
L'action se passe en 2007, le monde est au bord de la guerre, les Chinois et les Nord-Coréens s'unissent contre le Japon en formant un blocus maritime. Sam Fisher, le meilleur agent de la NSA, est envoyé en mission pour secourir l'informaticien Bruce Morgenholt, enlevé au Pérou par des séparatistes péruviens dirigé par leur leader, Hugo Lacerda. L'agent doit retrouver Morgenholt, le récupérer et sécuriser les informations capitales qu'il détient sur les algorithmes de Masse, une arme cybernétique redoutable qu'il aurait pu dévoiler aux rebelles et éliminer Lacerda avant qu'il ne soit trop tard… Mais ce n'est pas aussi simple, et des évènements bien plus graves se profilent. La Corée du Nord et la Chine organisent des blocus contre les cargos et les navires civils Japonais, en réponse à la création de l'Intelligence Self Defence Forces (I-SDF) Japonaise. Les Américains, venant en aide à leurs alliés japonais, envoient leur destroyer le plus sophistiqué et le plus performant au monde : l'USS Clarence E. Walsh, conçu pour la guerre de l'information.

## Synopsis de la campagne en coopération
Faisant suite directement au mode solo, la campagne du mode coopération permet d'incarner deux Splinter Cells en formation devant faire leurs preuves avant d'intégrer réellement l'équipe d'Echelon 3. Leur mission est de récupérer des informations sur des armes biologiques secrètes et un virus mortel en Corée du Nord, en passant notamment par des personnages tels que Jong-Pom-Chu ou le général Kim.

## Personnages principaux
- Sam Fisher (V. F. : Daniel Beretta) – Le personnage principal. Ancien commando de l'US Navy, il travaille aujourd'hui pour la NSA, dans le département secret Echelon 3.
- Colonel Irving Lambert (V. F. : Antoine Tomé) – Chef des opérations, il supervise le déroulement des missions sur le terrain et donne des consignes à Sam Fisher, en fonction des informations qu'il reçoit sur la situation politique et militaire de l'actualité et les décisions des chefs militaires Américains et Japonais.
- Anna Grimsdóttír (V.F. : Nathalie Homs) – L'experte d'Echelon 3 en sécurité et en informatique. Elle contactera régulièrement Fisher, pour lui donner des informations utiles à la mission.
- William Redding (V. F. : Bruno Choël) – Coordinateur de l'équipement et du transport des agents de terrain. Il donne des informations à Fisher, le plus souvent des objectifs d'opportunité.
- Capitaine Arthur Patridge (V. F. : Christian Pelissier)– Capitaine de l'USS Walsh.
- Bruce Morgenholt – Informaticien chargé du piratage d'une plate-forme de lancement de missiles Nord-coréens. A participé à l'élaboration du système de défense de l'USS Walsh.
- Abrahim Zherkezhi –  Informaticien qui a participé à l'élaboration du système de défense de l'USS Walsh.
- Hugo Lacerda – Séparatiste péruvien, intermédiaire du réseau terroriste.
- Douglas Shetland (V.F. : Philippe Dumond)– Dirigeant de Displace International. Vieil ami de Fisher qui a dû le tuer aux bains à Tokyo
- Frank Mason – Secrétaire à la Défense.
- Amiral Toshiro Otomo – Chef militaire Japonais, chargé de la direction de l'I-SDF. C'est le principal antagoniste.
- Thomas « Turtle » Standish – Prisonnier contacté par la NSA pour une mission spéciale.
- Mike - Personnage principal du mode coop, incarne par le joueur 1.
- Steve - Second personnage principal du mode coop, incarne par le joueur 2.

## Système de jeu
Splinter Cell Chaos Theory est réputé pour ses nombreuses interactions et mouvements (saisir un soldat par derrière, déplacer le corps d'un ennemi, pirater un ordinateur, ramper, s'agripper à un rebord, etc.). Chaos Theory n'est pas pour autant complexe puisque la plupart des interactions sont guidées à l'écran par un menu. Nouveauté dans cet opus: le mode Coop dans lequel deux joueurs, connectés en réseau (internet ou local), incarnent deux cellules supplémentaires pour Echelon 3 en coopérant pour une même mission. Le mode apporte une jouabilité inédite, notamment grâce aux interactions coopératives. Les deux joueurs peuvent par exemple se faire la courte échelle, pratiquer une descente en rappel, s'échanger des équipements ou encore désamorcer des bombes.
Dans l'aventure solo, Fisher dispose toujours de son fusil d'assaut SC-20k et de son pistolet 5-7 SC, et possède désormais un couteau, qui lui offre de nouvelles interactions : casser une serrure, découper une toile, percer un réservoir d'essence. Fisher pourra toujours utiliser les mines murales et toute la panoplie de grenades existantes (aveuglante, fumigène, à fragmentation, à gaz CS). Il dispose également de nombreux objets high-tech :
| Outils d'intervention | Accessoires adaptables sur le SC-20k |
| --- | --- |
| - OCP : Optically Channeled Potentiator, instrument placé sur le pistolet 5-7 SC permettant d'interférer sur le fonctionnement des circuits électroniques (lumières, ordinateurs, caméras), fonctionne sur la plupart des objets mis en subrillance par l'EMF ; - Passe-partout : appareil permettant de crocheter les serrures mécaniques ; - Lunettes de vision : appareil offrant la vision nocturne, thermique et EMF (electromagnetic field – l'utilisateur voit les circuits électriques en surbrillance) ; - Câble optique : mini-caméra à glisser sous une porte pour voir ce qui se passe derrière (tous modes de vision, sauf l'EMF) ; - EEV : dispositif expérimental faisant office de jumelles, d'interface de piratage informatique, de scanner et de micro-laser (écoute à distance de conversations). | - Lance-grenades : accessoire permettant de tirer divers projectiles (listés ci-dessous) ; - Poignée avant : diminue le recul de l'arme ; - Canon de 20 mm (Sniper) : tire des obus blindés capables de traverser les murs, de détruire les drones, et de traverser les casques des ennemis ; - Fusil à pompe: semi-automatique. - Viseur : en mode ordinaire offre un zoom de 1.5X et en mode fusils de précision (sniper) il peut agrandir l'image jusqu'à 3.6X |
| - OCP : Optically Channeled Potentiator, instrument placé sur le pistolet 5-7 SC permettant d'interférer sur le fonctionnement des circuits électroniques (lumières, ordinateurs, caméras), fonctionne sur la plupart des objets mis en subrillance par l'EMF ; - Passe-partout : appareil permettant de crocheter les serrures mécaniques ; - Lunettes de vision : appareil offrant la vision nocturne, thermique et EMF (electromagnetic field – l'utilisateur voit les circuits électriques en surbrillance) ; - Câble optique : mini-caméra à glisser sous une porte pour voir ce qui se passe derrière (tous modes de vision, sauf l'EMF) ; - EEV : dispositif expérimental faisant office de jumelles, d'interface de piratage informatique, de scanner et de micro-laser (écoute à distance de conversations). | Projectiles pour le lance-grenades |
| - OCP : Optically Channeled Potentiator, instrument placé sur le pistolet 5-7 SC permettant d'interférer sur le fonctionnement des circuits électroniques (lumières, ordinateurs, caméras), fonctionne sur la plupart des objets mis en subrillance par l'EMF ; - Passe-partout : appareil permettant de crocheter les serrures mécaniques ; - Lunettes de vision : appareil offrant la vision nocturne, thermique et EMF (electromagnetic field – l'utilisateur voit les circuits électriques en surbrillance) ; - Câble optique : mini-caméra à glisser sous une porte pour voir ce qui se passe derrière (tous modes de vision, sauf l'EMF) ; - EEV : dispositif expérimental faisant office de jumelles, d'interface de piratage informatique, de scanner et de micro-laser (écoute à distance de conversations). | - Balle annulaire : projectile délivrant une forte énergie cinétique à la cible au moment de l'impact – dans le but d'assommer une cible ; - Électrocuteur : objet recouvert d'une matière adhésive, pour rester accroché à la cible pendant qu'elle se fait électrocuter ; - Caméra-glu : mini-caméra permettant de voir en vue panoramique pouvant agrandir l'image jusqu'à 11X (tous modes de vision, sauf l'EMF), et permettant d'endormir un groupe d'ennemis avec une cartouche de gaz (se déclenche automatiquement si on tire dessus), la caméra ne peut plus servir après utilisation; - Grenade à gaz : cartouche de gaz CS, permettant de faire perdre connaissance à un groupe d'ennemis. |

## Versus (mode multijoueur)
Le mode Versus de Chaos Theory est encore plus abouti que celui de Tom Clancy's Splinter Cell: Pandora Tomorrow : nouveaux gadgets (système de caméra côté Merc, caméra-glue "déportables" côté spy...), nouvelles cartes toujours aussi bien étudiées (avec en prime quelques remix de cartes du second volet). Ce nouveau Splinter Cell Versus est dans la lignée directe du précédent, et reste à ce jour le meilleur jeu d'infiltration multijoueurs (le volet suivant : Tom Clancy's Splinter Cell: Double Agent, étant une grosse déception sur ce point - voir l'article idoine)

## Bande son
La bande originale du jeu (sortie en CD) est composée par Amon Tobin. La musique des cinématiques est, quant à elle, réalisée par Jesper Kyd. Les musiques passées à la radio (Resonance et One More Regret) ont été réalisées par le groupe de rock Kesshin, ce qui a d'ailleurs contribué à leur popularité. La version française du jeu met entre autres en vedette la voix de Daniel Beretta pour le personnage de Sam Fisher (la voix française d'Arnold Schwarzenegger).

## Accueil
- Official Xbox Magazine lui décerna son prix Game of the Year en 2005, pour son gameplay performant et ses graphismes réalistes[1].
- Jeuxvidéo.com : 18/20[2]